# Liga de Campeones de voleibol masculino de 2015-16
La Liga de Campeones de voleibol masculino de 2015-16 fue la 57° edición de la historia de la competición organizada por la CEV entre el 4 de noviembre de 2014 y el 17 de abril de 2016. La Final Four se disputó en la ciudad de Cracovia organizada por los polacos del Resovia Rzeszów, donde el VK Zenit Kazán ruso derrotó al Trentino Volley italiano por 3-2.

## Equipos participantes
En la edición de la Liga de Campeones de 2015-16 participan 28 equipos; 24 de estos son definidos según el coeficiente CEV de las ligas que se determina basándose en los resultados de los clubes durante las anteriores temporadas. Las otras cuatro plazas son entregadas por medio de wild card por la misma CEV.
| Pos. | País            | Plazas | Equipos                                             | Wild card      | Tot |
| 1    | Rusia           | 3      | VK Zenit Kazán, Belogori'e Bélgorod y Dinamo Moscú  |                | 3   |
| 2    | Italia          | 3      | Trentino Volley, Pallavolo Modena y Lube Civitanova |                | 3   |
| 3    | Polonia         | 2      | Resovia Rzeszów y Trefl Gdańsk                      | Skra Bełchatów | 3   |
| 4    | Turquía         | 2      | Arkas Esmirna, Halkbank Ankara                      | Ziraat Ankara  | 3   |
| 5    | Bélgica         | 2      | Knack Roeselare y VC Asse-Lennik                    | Noliko Maaseik | 3   |
| 6    | Francia         | 2      | Tours Volley-Ball y París Volley                    |                | 2   |
| 7    | Alemania        | 2      | VfB Friedrichshafen y SSC Berlín                    |                | 2   |
| 8    | Rumania         | 1      | Tomis Constanza                                     |                | 1   |
| 9    | Grecia          | 1      | PAOK Salónica                                       |                | 1   |
| 10   | República Checa | 1      | Dukla Liberec                                       |                | 1   |
| 11   | Austria         | 1      | Hypo Tirol Innsbrick                                |                | 1   |
| 12   | Eslovenia       | 1      | ACH Volley                                          |                | 1   |
| 13   | Bulgaria        | 1      | Marek Union                                         |                | 1   |
| 14   | Suiza           | 1      | PV Lugano                                           |                | 1   |
| 15   | Montenegro      | 1      | Rivijera Budva                                      |                | 1   |
| 16   | Serbia          | nc     |                                                     | OK Vojvodina   | 1   |

## Fase de grupos

### Fórmula
El 2 de julio en Viena los equipos fueron sorteados en siete grupo de cuatro; equipo del mismo país no pueden estar en el mismo grupo.
En la fase de grupos los equipo reciben tres puntos por cada victoria obtenida con el resultado de 3-1 y 3-0 y dos puntos si el triunfo es por 3-2; reciben un punto por cada derrota por 2-3 y ninguno por los partidos perdidos por 1-3 y 3-0. Los primeros equipos de cada grupo y los seis mejores segundos se clasifican a la siguiente ronda. El equipo que gana el mayor número de partidos acaba primero en el grupo. El primer criterio de desempate son los puntos, luego está el ratio/set y luego el ratio/puntos.
Los cuatro mejores equipos entre los eliminados de la fase grupos (de hecho el peor de los segundos y los tres mejores terceros) son repescados para el Challenge Round de la Copa CEV 2015-16.

|  | Equipos clasificados para los Playoff de la Liga de Campeones 2015-16. |
|  | Equipos repescados para el Challenge Round de la Copa CEV 2015-16.     |
|  | Equipos eliminados de la competición.                                  |

### Grupo A
| Pos. | Equipo              | Pt | G | P | SG | SP | Ratio  | PG  | PP  | Ratio |
| ---- | ------------------- | -- | - | - | -- | -- | ------ | --- | --- | ----- |
| 1.   | Belogori'e Bélgorod | 15 | 5 | 1 | 15 | 4  | 3.750  | 395 | 373 | 1.059 |
| 2.   | Arkas Esmrina       | 12 | 4 | 2 | 14 | 9  | 1.555  | 516 | 408 | 1.264 |
| 3.   | SSC Berlín          | 9  | 3 | 3 | 12 | 11 | 1.090  | 502 | 492 | 1.020 |
| 4.   | Marek Union         | 0  | 0 | 6 | 1  | 18 | 0.0556 | 333 | 473 | 0.704 |

|     | Bel | Esm | Ber | Mar |
| --- | --- | --- | --- | --- |
| Bel | -   | 3-0 | 3-0 | 3-0 |
| Esm | 3-0 | -   | 2-3 | 3-1 |
| Ber | 1-3 | 2-2 | -   | 3-0 |
| Mar | 0-3 | 0-3 | 0-3 | -   |

### Grupo B
| Pos. | Equipo              | Pt | G | P | SG | SP | Ratio | PG  | PP  | Ratio |
| ---- | ------------------- | -- | - | - | -- | -- | ----- | --- | --- | ----- |
| 1.   | Ziraat Ankara       | 15 | 5 | 1 | 15 | 6  | 2.500 | 503 | 389 | 1.293 |
| 2.   | Dinamo Moscú        | 10 | 3 | 3 | 11 | 9  | 1.222 | 404 | 445 | 0.907 |
| 3.   | VfB Friedrichshafen | 6  | 2 | 4 | 8  | 12 | 0.666 | 441 | 465 | 0.948 |
| 4.   | París Volley        | 5  | 2 | 4 | 7  | 14 | 0.500 | 460 | 509 | 0.903 |

|     | Zir | Mos | Fri | Par |
| --- | --- | --- | --- | --- |
| Zir | -   | 3-0 | 3-1 | 3-0 |
| Mos | 3-0 | -   | 3-0 | 3-0 |
| Fri | 1-3 | 3-0 | -   | 3-0 |
| Par | 1-3 | 3-2 | 3-0 | -   |

### Grupo C
| Pos. | Equipo            | Pt | G | P | SG | SP | Ratio | PG  | PP  | Ratio |
| ---- | ----------------- | -- | - | - | -- | -- | ----- | --- | --- | ----- |
| 1.   | Trentino Volley   | 16 | 5 | 1 | 17 | 4  | 4.250 | 502 | 415 | 1.209 |
| 2.   | Tours Volley-Ball | 14 | 5 | 1 | 15 | 8  | 1.875 | 528 | 479 | 1.102 |
| 3.   | PAOK Salónica     | 5  | 1 | 5 | 6  | 16 | 0.375 | 474 | 537 | 0.882 |
| 4.   | Noliko Maaseik    | 3  | 1 | 5 | 5  | 15 | 0.333 | 422 | 495 | 0.852 |

|      | Trn | Tou | PAOK | Maa |
| ---- | --- | --- | ---- | --- |
| Trn  | -   | 3-0 | 3-0  | 3-0 |
| Tou  | 3-2 | -   | 3-1  | 3-0 |
| PAOK | 1-3 | 1-3 | -    | 3-1 |
| Maa  | 0-3 | 1-3 | 3-1  | -   |

### Grupo D
| Pos. | Equipo               | Pt | G | P | SG | SP | Ratio  | PG  | PP  | Ratio |
| ---- | -------------------- | -- | - | - | -- | -- | ------ | --- | --- | ----- |
| 1.   | VK Zenit Kazán       | 18 | 6 | 0 | 18 | 1  | 18.000 | 486 | 376 | 1.292 |
| 2.   | Halkbank Ankara      | 11 | 4 | 2 | 13 | 9  | 1.444  | 503 | 482 | 1.043 |
| 3.   | Hypo Tirol Innsbruck | 5  | 2 | 4 | 9  | 14 | 0.642  | 516 | 537 | 0.960 |
| 4.   | Rivijera Budva       | 1  | 0 | 6 | 2  | 18 | 0.111  | 375 | 485 | 0.773 |

|     | Kaz | Hal | Inn | Bud |
| --- | --- | --- | --- | --- |
| Kaz | -   | 3-0 | 3-0 | 3-0 |
| Hal | 1-3 | -   | 3-2 | 3-0 |
| Inn | 0-3 | 1-3 | -   | 3-0 |
| Bud | 0-3 | 0-3 | 2-3 | -   |

### Grupo E
| Pos. | Equipo          | Pt | G | P | SG | SP | Ratio | PG  | PP  | Ratio |
| ---- | --------------- | -- | - | - | -- | -- | ----- | --- | --- | ----- |
| 1.   | Lube Civitanova | 15 | 5 | 1 | 16 | 5  | 3.200 | 512 | 459 | 1.115 |
| 2.   | Skra Bełchatów  | 12 | 4 | 2 | 13 | 7  | 1.857 | 480 | 431 | 1.113 |
| 3.   | Knack Roeselare | 9  | 3 | 3 | 11 | 12 | 0.916 | 516 | 521 | 0.990 |
| 4.   | Dukla Liberec   | 0  | 0 | 6 | 2  | 18 | 0.111 | 399 | 496 | 0.804 |

|     | Civ | SkB | Roe | Lib |
| --- | --- | --- | --- | --- |
| Civ | -   | 3-0 | 3-1 | 3-0 |
| SkB | 1-3 | -   | 3-0 | 3-0 |
| Roe | 3-1 | 1-3 | -   | 3-1 |
| Lib | 0-3 | 0-3 | 1-3 | -   |

### Grupo F
| Pos. | Equipo           | Pt | G | P | SG | SP | Ratio | PG  | PP  | Ratio |
| ---- | ---------------- | -- | - | - | -- | -- | ----- | --- | --- | ----- |
| 1.   | Pallavolo Modena | 16 | 5 | 1 | 17 | 3  | 5.666 | 493 | 386 | 1.277 |
| 2.   | Trefl Gdańsk     | 14 | 5 | 1 | 15 | 6  | 2.500 | 484 | 433 | 1.117 |
| 3.   | OK Vojvodina     | 3  | 1 | 5 | 5  | 15 | 0.333 | 404 | 481 | 0.839 |
| 4.   | ACH Volley       | 3  | 1 | 5 | 3  | 16 | 0.187 | 387 | 468 | 0.826 |

|     | Mod | Gda | Voj | ACH |
| --- | --- | --- | --- | --- |
| Mod | -   | 3-0 | 3-0 | 3-0 |
| Gda | 3-2 | -   | 3-0 | 3-0 |
| Voj | 0-3 | 1-3 | -   | 3-0 |
| ACH | 0-3 | 0-3 | 3-1 | -   |

### Grupo G
| Pos. | Equipo          | Pt | G | P | SG | SP | Ratio  | PG  | PP  | Ratio |
| ---- | --------------- | -- | - | - | -- | -- | ------ | --- | --- | ----- |
| 1.   | Resovia Rzeszów | 18 | 6 | 0 | 18 | 1  | 18.000 | 472 | 298 | 1.583 |
| 2.   | VC Asse-Lennik  | 10 | 4 | 2 | 13 | 10 | 1.300  | 505 | 437 | 1.155 |
| 3.   | PV Lugano       | 7  | 2 | 4 | 8  | 12 | 0.666  | 427 | 457 | 0.934 |
| 4.   | Tomis Constanza | 1  | 0 | 6 | 2  | 18 | 0.111  | 276 | 488 | 0.565 |

|     | Res | Len | Lug | Con |
| --- | --- | --- | --- | --- |
| Res | -   | 3-0 | 3-0 | 3-1 |
| Len | 1-3 | -   | 3-2 | 3-2 |
| Lug | 0-3 | 2-3 | -   | 3-0 |
| Con | 0-3 | 0-3 | 0-3 | -   |

## Fase de Playoffs

### Fórmula
La CEV elige el equipo organizador de la Final Four entre los trece calificados tras la fase de grupos; dicho equipo es automáticamente calificado para la semifinal de la Liga de Campeones. Los equipos restantes participan en la fase de playoff disputada en eliminatorias a doble partido: el equipo que gana los dos se clasifica para la siguiente ronda. En la eventualidad que ambos equipos se hayan llevado un partido, se disputará un set de desempate a los 15 puntos llamado golden set o set de oro solamente si: 

- los dos equipo ganaron el mismo número de set o

- los equipos ganaron por 3-0 o 3-1 y perdieron por 0-3 o 1-3
Equipo procedentes del mismo grupo no pueden enfrentarse en la ronda de Playoff 12 mientras que en la eventualidad que tres equipos del mismo país se clasifican para los Playoff 6 habrá que emparejar dos de ellas porqué no pueden estar más de dos equipos del mismo país en las semifinales de la Final Four.
El sorteo de la fase de playoff tuvo lugar el 28 de enero de 2016 en la sede de la CEV en Ciudad de Luxemburgo.
La organización de la Final Four fue entregada a los polacos del Resovia Rzeszów y será disputada en Cracovia entre el 16 y el 17 de abril.

### Cuadro
|  | Playoff 12                      | Playoff 12                      | Playoff 12                      |   |  | Playoff 6                       | Playoff 6                       | Playoff 6                       |
|  | 16-17 de febrero - 2-3 de marzo | 16-17 de febrero - 2-3 de marzo | 16-17 de febrero - 2-3 de marzo |   |  | 16-17 de marzo - 22-24 de marzo | 16-17 de marzo - 22-24 de marzo | 16-17 de marzo - 22-24 de marzo |
|  |                                 |                                 |                                 |   |  |                                 |                                 |                                 |
|  | Trefl Gdańsk                    | 1                               | 0                               |   |  |                                 |                                 |                                 |
|  | VK Zenit Kazán                  | 3                               | 3                               |   |  |                                 |                                 |                                 |
|  |                                 |                                 |                                 |   |  | VK Zenit Kazán                  | 2                               | 3                               |
|  |                                 | Skra Bełchatów                  | 3                               | 0 |  |                                 |                                 |                                 |
|  | Skra Bełchatów                  | 3                               | 2                               |   |  |                                 |                                 |                                 |
|  | Ziraat Ankara                   | 1                               | 3                               |   |  |                                 |                                 |                                 |
|  |                                 |                                 |                                 |   |  |                                 |                                 |                                 |
|  | VC Asse-Lennik                  | 2                               | 0                               |   |  |                                 |                                 |                                 |
|  | Trentino Volley                 | 3                               | 3                               |   |  |                                 |                                 |                                 |
|  |                                 |                                 |                                 |   |  | Trentino Volley                 | 3                               | 3                               |
|  |                                 | Belogori'e Bélgorod             | 0                               | 2 |  |                                 |                                 |                                 |
|  | Tours Volley-Ball               | 0                               | 3                               |   |  |                                 |                                 |                                 |
|  | Belogori'e Bélgorod             | 3                               | 2                               |   |  |                                 |                                 |                                 |
|  |                                 |                                 |                                 |   |  |                                 |                                 |                                 |
|  | Arkas Esmirna                   | 0                               | 1                               |   |  |                                 |                                 |                                 |
|  | Lube Civitanova                 | 3                               | 3                               |   |  |                                 |                                 |                                 |
|  |                                 |                                 |                                 |   |  | Lube Civitanova (sdo)           | 3                               | 2                               |
|  |                                 | Halkbank Ankara                 | 2                               | 3 |  |                                 |                                 |                                 |
|  | Halkbank Ankara                 | 3                               | 2                               |   |  |                                 |                                 |                                 |
|  | Pallavolo Modena                | 0                               | 3                               |   |  |                                 |                                 |                                 |

| Ida (16-17 de febrero)                                         | Vuelta (2-3 de marzo)                                             |
| -------------------------------------------------------------- | ----------------------------------------------------------------- |
| Belchatow - Ziraat Ankara 3-1 (25-19, 25-27, 25-20, 27-25)     | Ziraat Ankara - Belchatow 3-2 (20-25, 13-25, 28-26, 28-26, 15-10) |
| Gdańsk - Zenit Kazán 1-3 (19-25, 25-22, 17-25, 15-25)          | Zenit Kazán - Gdańsk 3-0 (25-19, 25-16, 25-22)                    |
| Tours - Bélgorod 0-3 (19-25, 16-25, 23-25)                     | Bélgorod - Tours 2-3 (23-25, 25-22, 25-20, 17-25, 13-15)          |
| Asse-Lennik - Trentino 2-3 (25-23, 17-25, 22-25, 25-21, 13-15) | Trentino - Asse-Lennik 3-0 (25-18, 25-23, 25-19)                  |
| Esmirne - Civitanova 0-3 (20-25, 21-25, 19-25)                 | Civitanova - Esmirne 3-1 (25-14, 23-25, 25-18, 32-30)             |
| Halkbank Ankara - Modena 3-0 (25-20, 25-21, 25-13)             | Modena- Halkbank Ankara 3-2 (22-25, 25-20, 25-21, 17-25, 15-9)    |

| Ida (16-17 de marzo)                                                 | Vuelta (22-24 de marzo)                                                         |
| -------------------------------------------------------------------- | ------------------------------------------------------------------------------- |
| Zenit Kazán - Belchatow 2-3 (25-23, 25-21, 23-25, 25-27, 16-18)      | Belchatow - Zenit Kazán 0-3 (19-25, 23-25, 19-25)                               |
| Trentino - Bélgorod 3-0 (25-20, 25-17, 28-26)                        | Bélgorod - Trentino 2-3 (17-25, 25-21, 23-25, 25-22, 14-16)                     |
| Civitanova - Halkbank Ankara 3-2 (21-25, 21-25, 25-17, 25-18, 15-11) | Halkbank Ankara - Civitanova 3-2 (27-29, 26-24, 25-22, 20-25, 15-13, sdo 15-17) |

## Final Four

### Fórmula
En la final Four se disputan a partido único las dos semifinales y las finales por el título y por el 3/4 puesto. En la eventualidad de que dos equipos del mismo país llegan a la semifinal se enfrentarán entre sí.  
La Final Four se disputó entre el 16 y el 17 de abril en la Kraków Arena de Cracovia organizada por el Resovia Rzeszów. Los rusos del VK Zenit Kazán salieron campeones por el segundo año consecutivo y lograron el cuarto título de su historia tras vencer al Trentino Volley de Italia por 3-2.

### Cuadro
|  | Semifinales     | Semifinales     |   |                 | Final           | Final |  |
|  |                 |                 |   |                 |                 |       |  |
|  |                 |                 |   |                 |                 |       |  |
|  |                 |                 |   |                 |                 |       |  |
|  | Resovia Rzeszów | 1               |   |                 |                 |       |  |
|  | VK Zenit Kazán  | 3               |   |                 |                 |       |  |
|  |                 |                 |   |                 |                 |       |  |
|  |                 |                 |   |                 |                 |       |  |
|  |                 |                 |   |                 | VK Zenit Kazán  | 3     |  |
|  |                 | Trentino Volley | 2 |                 |                 |       |  |
|  |                 |                 |   |                 |                 |       |  |
|  |                 |                 |   |                 |                 |       |  |
|  |                 |                 |   |                 | Tercer lugar    |       |  |
|  |                 |                 |   |                 |                 |       |  |
|  | Trentino Volley | 3               |   | Resovia Rzeszów | 2               |       |  |
|  | Lube Civitanova | 0               |   |                 | Lube Civitanova | 3     |  |

| Fecha             | Partido               | Resultado                        |
| ----------------- | --------------------- | -------------------------------- |
| 16 de abril 16.30 | Resovia - Zenit Kazán | 1-3 (25-22, 24-26, 18-25, 21-25) |
| 16 de abril 19.30 | Trentino - Civitanova | 3-0 (25-19, 25-20, 25-18)        |

| Fecha             | Partido              | Resultado                               |
| ----------------- | -------------------- | --------------------------------------- |
| 17 de abril 14.45 | Resovia - Civitanova | 2-3 (20-25, 27-25, 25-22, 22-25, 10-15) |

| Fecha             | Partido                | Resultado                               |
| ----------------- | ---------------------- | --------------------------------------- |
| 17 de abril 18.00 | Zenit Kazán - Trentino | 3-2 (23-25, 22-25, 25-17, 27-25, 15-13) |

### Campeón
| Campeón de la Liga de Campeones de 2015-16 |
| ------------------------------------------ |
| VK Zenit Kazán 4º Título                   |